# Cobitis illyrica
Cobitis illyrica es una especie de peces de la familia Cobitidae en el orden de los Cypriniformes.

## Reproducción
Es ovíparo.

## Morfología
• Los machos pueden llegar alcanzar los 5,3 cm de longitud total y las hembras 6,48 cm.

## Hábitat
Vive en zonas de clima templado.

## Distribución geográfica
Se encuentra en la  cuenca del lago Prolozac (Croacia ).